# Galneryus
Galneryus (стилізована під GALNERYUS) — японська група, що грає в стилі павер-метал, утворена у 2001 році в місті Осака.

## Історія

### 2001—2003: Початок
Засновниками групи, що виникла на початку 2001 року, стали гітарист Сью (раніше виступав у складі Animetal, Valkyr, Aushvitz і Masaki Project) та вокаліст Яма-Б (AxBites, Rekion, River End, Gunbridge). Їх намір полягав у тому, щоб створити групу, яка відбивала б їх спільні ідеї та музичні смаки. Таким чином, вони почали шукати музикантів, щоб зібрати повну групу. Басистом музичного колективу став Шого Хімуро, барабанщиком — Тосихиро Юй (Cemetery, Honey Quest), та клавішник A (разом із Сью грав на клавішних у групі Valkyr).
У жовтні 2001 група записала міні-альбом з двома треками під назвою «United Flag», який вони спродюсували та випустили самостійно.
У серпні 2002 учасники знову повернулися в студію, щоб записати свій другий міні-альбом під назвою «Rebel Flag». Він також вийшов під незалежним лейблом Iron Shock. Єдина зміна, яка сталася в колективі після запису попереднього міні-альбому, стосувалася клавішника A, місце якого зайняв Йошинорі Катаока.
Окрім можливостей для декількох турне, другий міні-альбом приніс групі безліч пропозицій від ряду компаній звукозапису. 2003 року музикантів запросили для участі у фестивалі Melodic Metal Festival, який організовувала в Японії шведська група Dragonland, що грала в стилі павер-метал. Після фестивалю учасники Dragonland запропонували Galneryus грати з ними наступного разу, коли вони приїдуть до Японії з гастролями.
Група також отримала й інші запрошення, зокрема запис двох пісень для збірних альбомів. Першою з них була композиція «Black Diamond» (вперше виконана фінською групою Stratovarius) в альбомі Stand Proud! III. Другою — «Soldier of Fortune» (композиція японської групи Loudness) з альбому Japanese Heavy Metal Tribute Tamashii II. Для запису цих пісень група дебютувала в новому складі: Юсуке зайняв місце басиста Шого Хімуро, а клавішник Юкі (Ark Storm) замінив Йошинорі Катаока. Інші музиканти (Яма-Б, Сью і Тосихиро Юй) залишилися в колективі. У грудні 2002 року обидва альбоми одночасно випустив музичний лейбл VAP, який запропонував групі підписати контракт.

### 2003—2006:The Flag of Punishment,Advance to the FallіBeyond the End of Despair…
Маючи його, колектив зміг розпочати роботу над записом свого першого альбому. До складу роботи, яка вийшла у жовтні 2003 року під назвою The Flag of Punishment, увійшли усі п'ять раніше записаних композицій (їх переписали та записали знову), а також нові пісні. Дизайн обкладинки альбому розробив знаменитий японський ілюстратор Амано Есітака. У цей час склад групи знову змінився, набувши остаточного вигляду: Юкі — клавішник, Цуй — басист, а Дзюніті — барабанщик.
У березні 2005 року врешті-решт вийшов другий альбом групи — Advance to the Fall, який мав значний успіх. Особливо популярною стала пісня «Silent Revelation».
Після серії концертів група повернулася в студію для запису свого третього альбому, який вийшов в липні 2006 року під назвою Beyond the End of Despair.... Кілька місяців потому музиканти випустили свій перший DVD — Live for Rebirth із записом одного з концертів турне «Die for Rebirth».

### 2007—2008:One for All— All for OneіReincarnation
У 2007 році група оголосила, що Ю-То (Пізніше знаний як Леда з Deluhi.) замінить басиста Цуй, випустивши свій четвертий альбом під назвою One for All - All for One. На ньому представлені пісні, виконані суто японською мовою. Враховуючи те, що до запису третього альбому всі пісні писалися англійською, для них це ознаменувало початок нової ери. Музиканти також випустили кавер-альбом — Voices from the past, до складу якого увійшли п'ять кавер-версій, кожна з яких була обрана окремим членом групи.
У 2008 році група випустила новий сингл, серед пісень якого дві — «Alsatia» та «Cause Disarray» — були використані для музичного оформлення, відповідно, початку та кінця аніме Daughters of Mnemosyne. Музиканти також представили новий DVD — Live for All - Live for One, записаний під час турне 2007 року.
Крім цього, у 2008 році група розпочала нове турне під назвою «Path to the Fifth Flag», після якого вийшов цифровий альбом «Shining Moments» з трьома композиціями, який вже 30 липня був доступний для завантаження. 10 вересня група випустила свій п'ятий альбом, який отримав назву Reincarnation (мастерінг виконав Тед Дженсен, який чудово співпрацював з такими групами, як Mucc, Sepultura та Iron Maiden). Колектив також оголосив про випуск ще одного кавер-альбому — Voices from the Past II, який мав стати продовженням того, що вийшов 2007 року.
Через місяць після випуску п'ятого альбому на офіційному сайті колективу з'явилася несподівана новина: вокаліст Яма-Б залишає групу. За словами Яма-Б, він прийняв таке рішення через нещодавні зміни у її стилі. Вихід учасника був взаємно узгоджений, і всі розуміли, що так буде краще для обох сторін. Яма-Б вийшов зі складу Galneryus незабаром після закінчення турне «Back to the Flag», яке пройшло з 23 жовтня по 6 грудня.

### 2009-донині:Resurrection

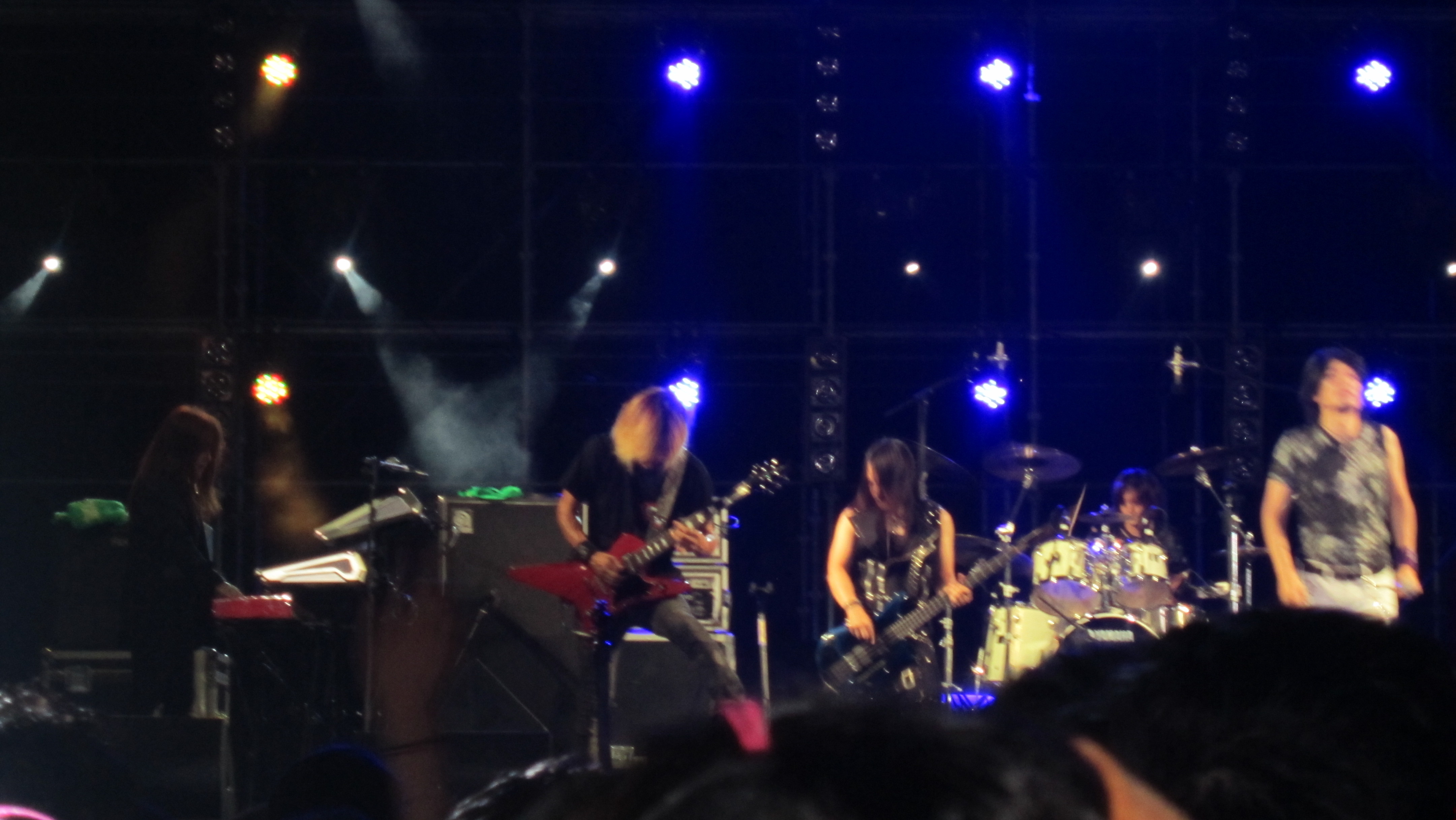
виступ на Busan Rock Festival (2012).

2009 рік відзначився значними плітками та дефіцитом інформації про те, хто буде новим вокалістом. Після декількох місяців було прийнято рішення, що заміною Яма-Б стане Сьо. У тому ж році Сьо вперше виступив з групою на фестивалі Loud Park. Басист Ю-То також залишив колектив, а на його місце прийшов Така. До того ж у 2009 році вийшли два хітові альбоми, до складу яких увійшли найкращі композиції групи — Best Of The Braving Days та Best Of The Awakening Days.
21 квітня 2010 року група випустила свою першу роботу за участю Сьо — Beginning Of The Resurrection. Це міні-альбом з трьох композицій, одна з яких — «A Far-off Distance» — стала заключною піснею до аніме Rainbow ~Nisha Rokubou no Shichinin~. 23 червня вийшов шостий альбом під назвою Resurrection. Різниця між грою Яма-Б та Сьо помітна, але музикантам вдалося зберегти відповідне звучання, додавши деякі елементи, що нагадують перші випущені альбоми.

## Учасники гурту
| Поточні учасники - Масатосі «Сьо» Оно — вокал (2009-дотепер) - Сью — гітара, бек-вокал (2001-дотепер) - Юкі — клавішні, бек-вокал (2002-дотепер) - Така — бас-гітара (2009-дотепер) - Фумія — ударні (2016-дотепер) | Колишні учасники - Яма-Б — вокал (2001—2008) - Цуй — бас-гітара (2003—2006) - Ю-То — бас-гітара, бек-вокал (2006—2009, У 2011 виступав як ритм — гітарист під ім'ям Леда.) - Дзюніті — ударні (2003—2016) |

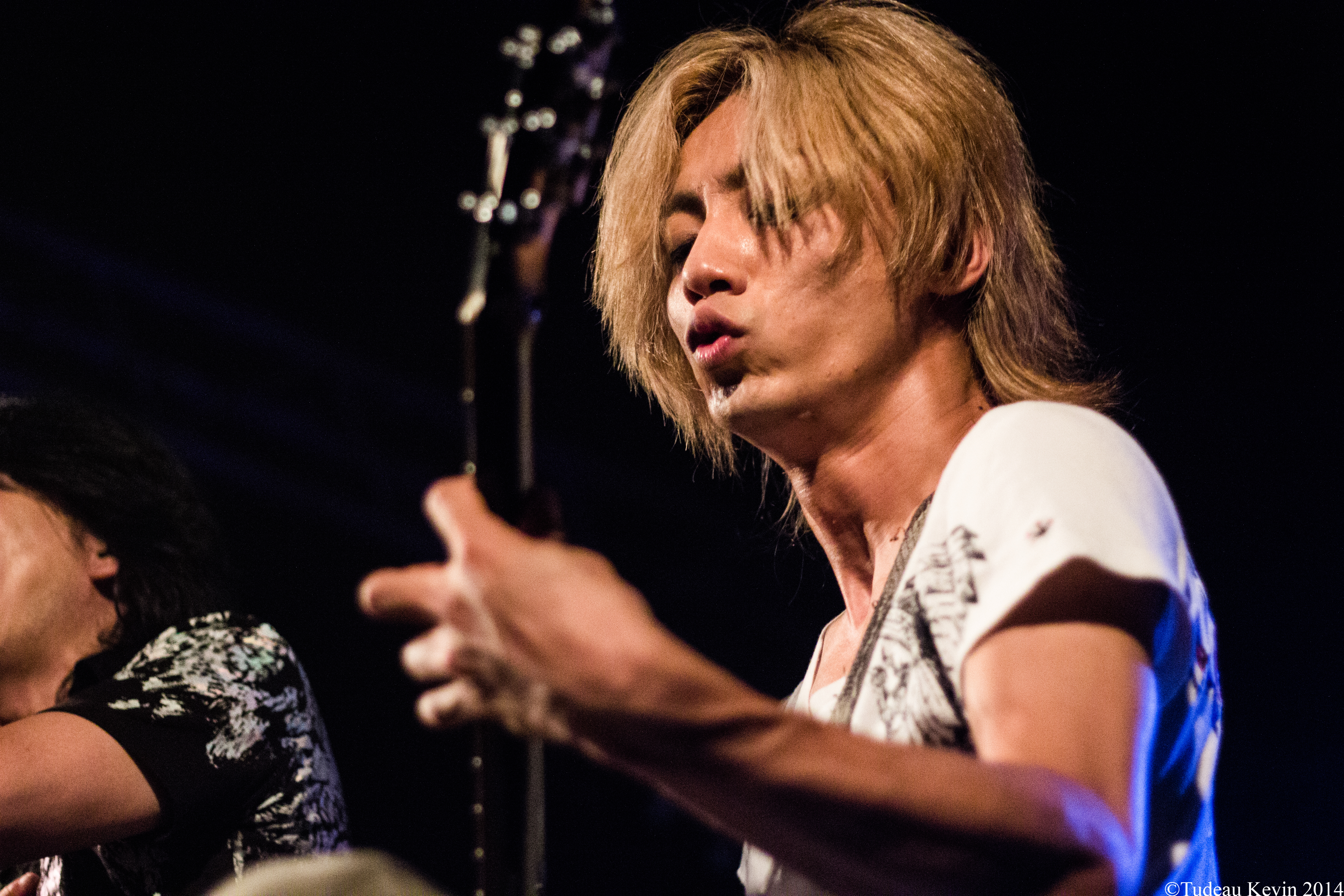
Сью
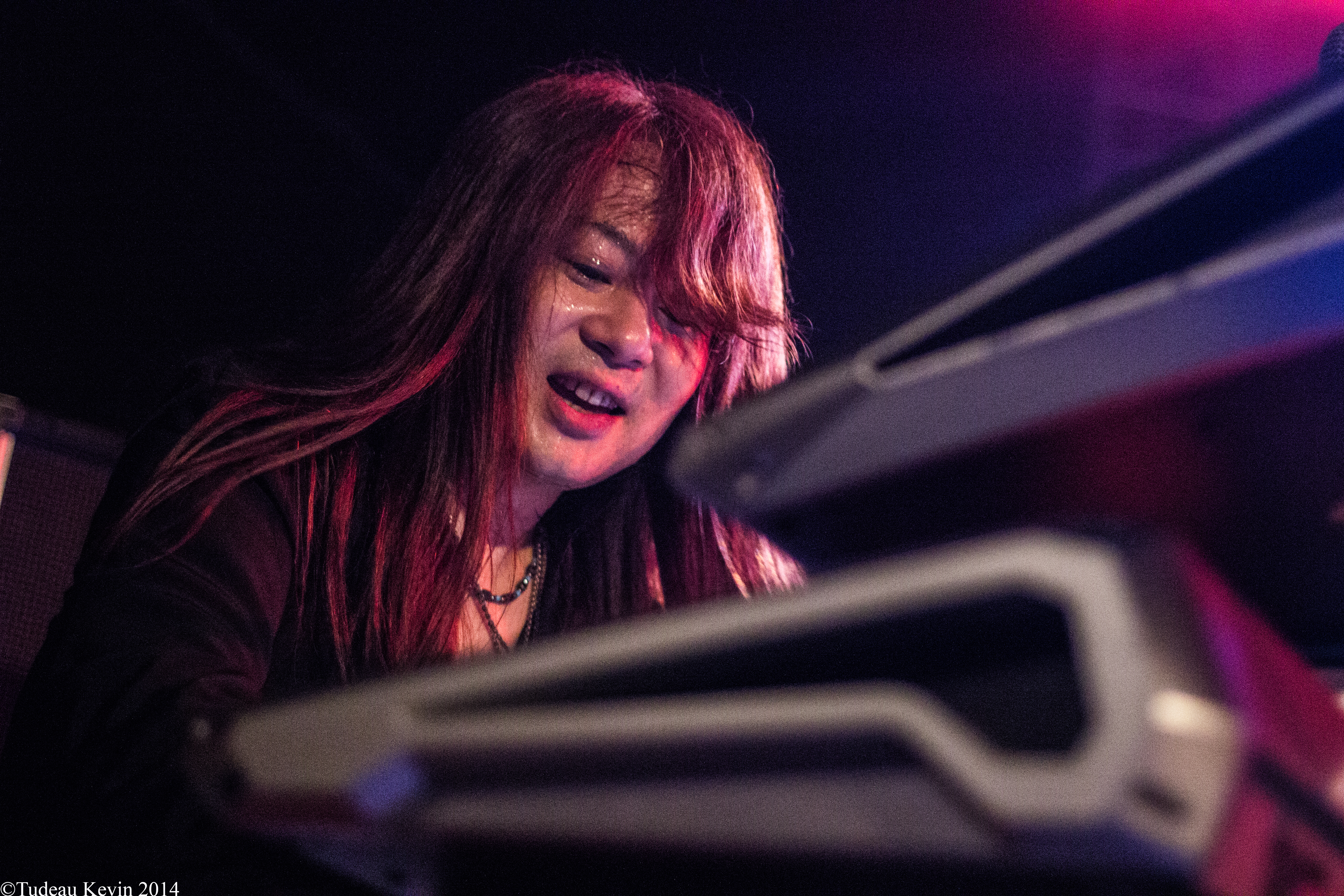
Юкі
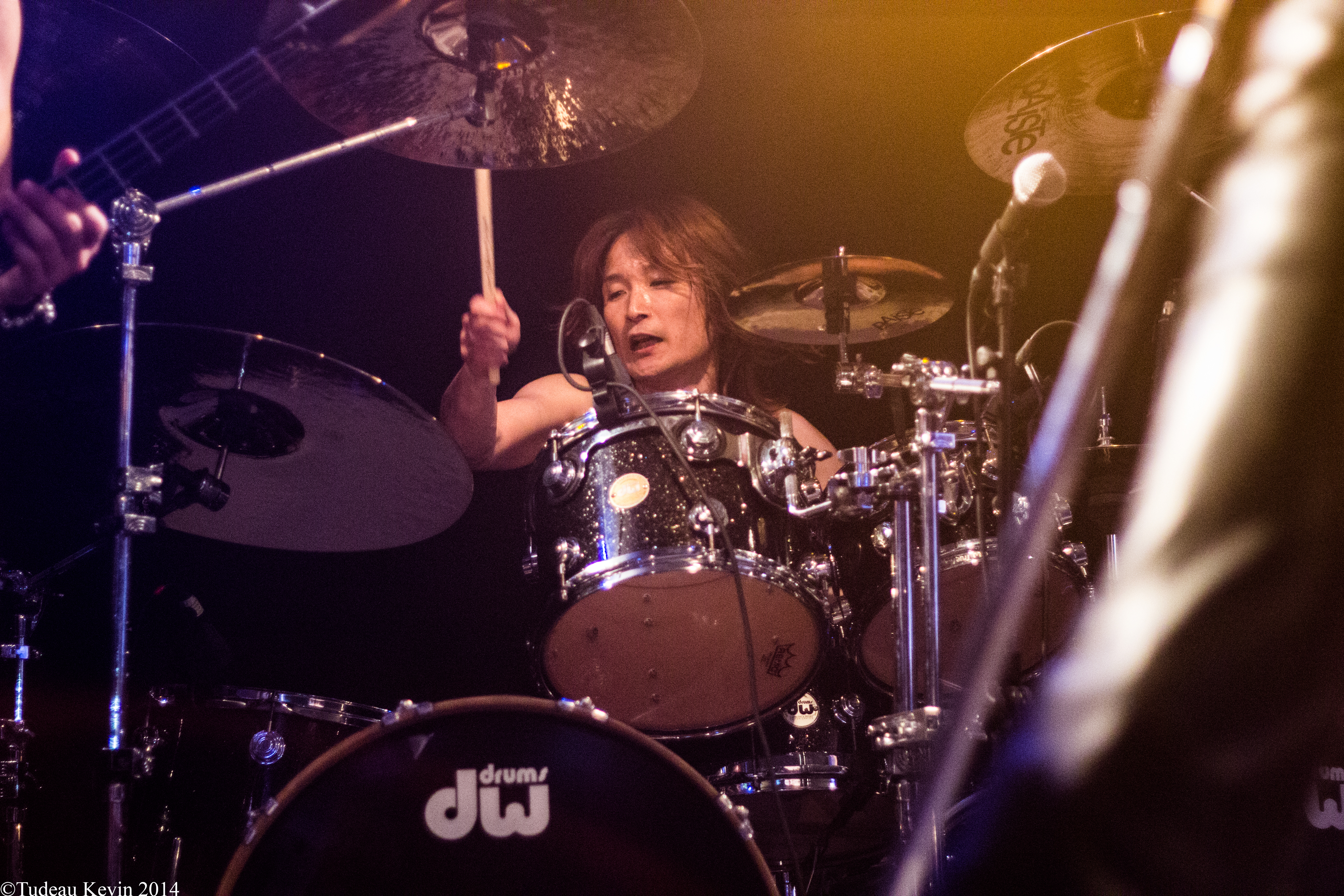
Дзюніті
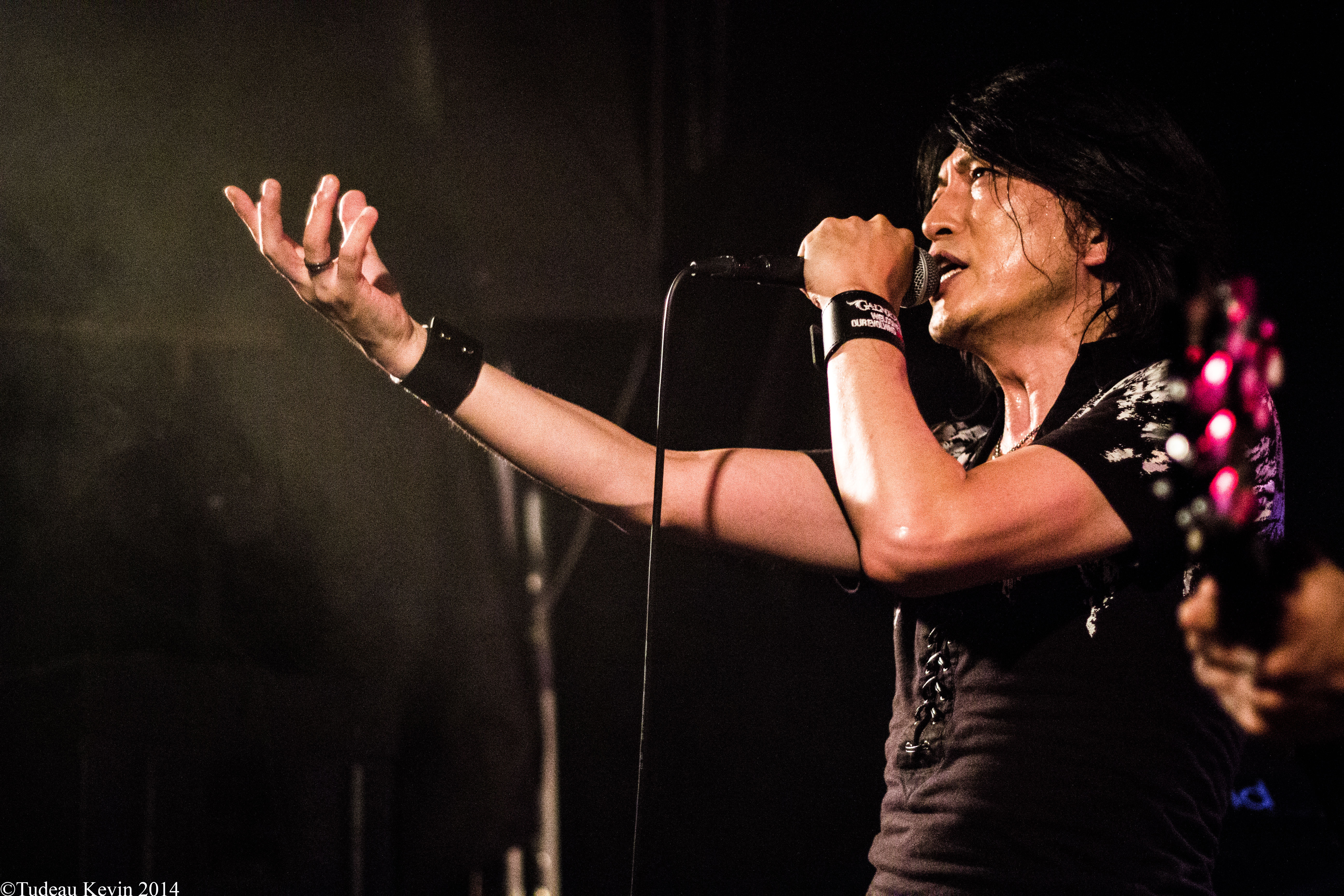
Масатосі "Сьо" Оно
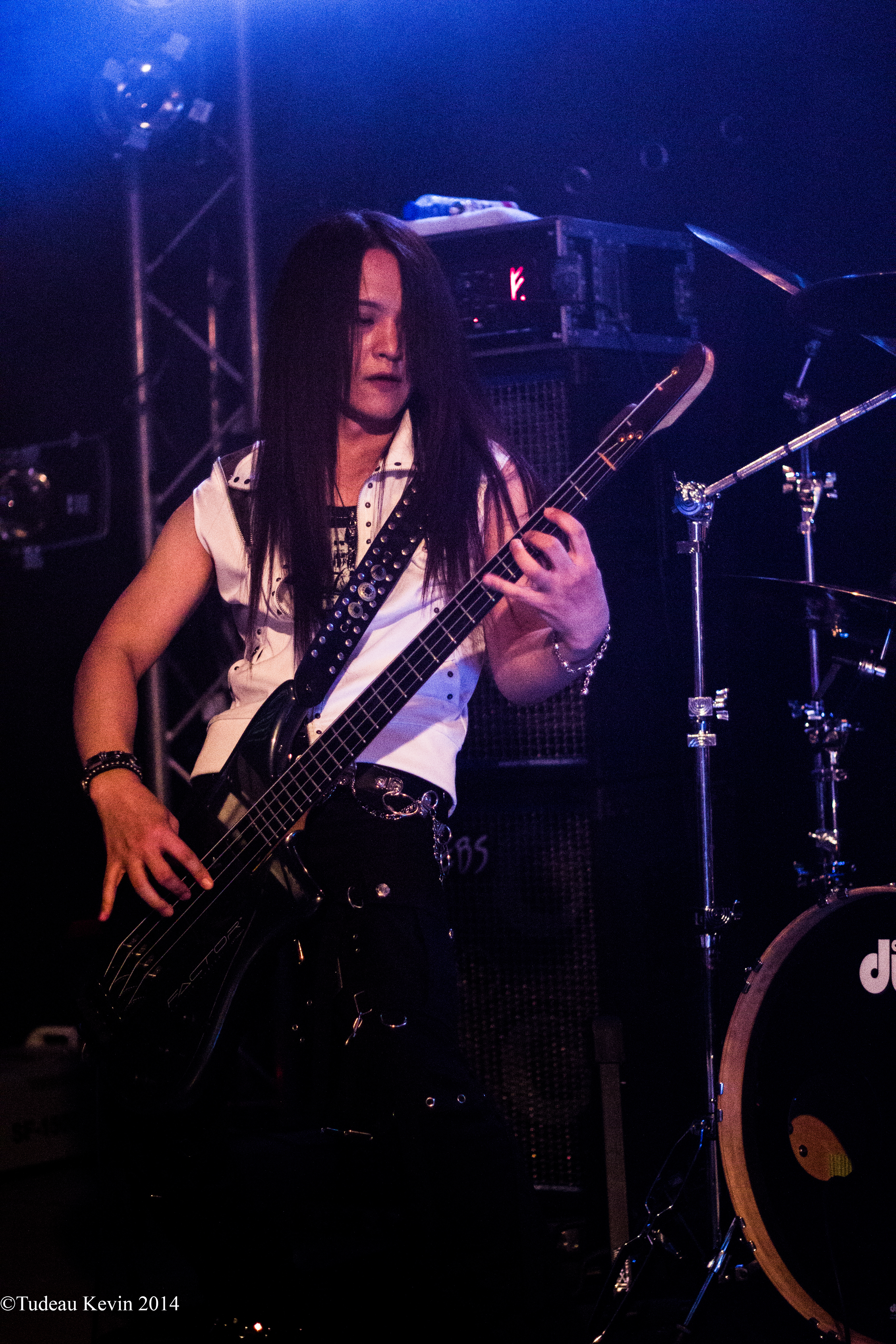
Така

## Дискографія
Студійні альбоми
- The Flag of Punishment (2003)
- Advance to the Fall (2005)
- Beyond the End of Despair... (2006)
- One for All - All for One (2007)
- Reincarnation (2008)
- Resurrection (2010)
- Phoenix Rising (2011)
- Angel of Salvation (2012)
- Vetelgyus (2014)
- Into The Purgatory (2019)